# Монды — Орлик (автодорога)
Автодоро́га Мо́нды — О́рлик — автомобильная дорога 03К-035 общего пользования регионального значения Республики Бурятия. Протяжённость — 153 км. Идёт по территории Тункинского (24 км) и Окинского (129 км) районов.

## История
До 1980-х годов сухопутное сообщение Окинского района и села Орлик с Тункинским районом и остальной Бурятией осуществлялось по Окинской тропе вьючными лошадьми. Минимальное время пути от посёлка Монды до райцентра Орлика составляло 4 дня. Строительство гравийной автодороги с многочисленными мостами через правые притоки реки Оки началось в 1985 году. Автомобильное движение было открыто в 1993 году. В 2015 году начата реконструкция трассы. Запланированные сроки окончания работ — осень 2016 года.

## Маршрут
Маршрут трассы проходит в горной местности Восточного Саяна со средней абсолютной отметкой 1500 м. Начинается у юго-западной окраины села Монды, крайнего западного населённого пункта Тункинского района, ответвлением на северо-запад от федеральной автомагистрали А333 (Тункинский тракт) в 100 метрах после АЗС. Завершается в селе Орлик, административном центре Окинского района. 
Первоначально дорога идёт на северо-запад по правому берегу реки Иркут; перед впадением правого притока, реки Белый Иркут, дорога поворачивает на север; за святилищем перевала Нуху-Дабан в ущелье Верхнего Иркута (Чёрный Иркут) трасса незначительно поворачивает на северо-восток и около 8 км идёт в этом направлении; напротив впадения левого притока, реки Тумелик, дорога поворачивает на север; за рекой Сусер (правый приток Иркута) трасса поворачивает на северо-запад, и не меняет этого основного направления до Орлика. После поворота дорога идёт вдоль левого берега Сусера, далее проходит небольшой перевал и выходит к Окинскому озеру, от которого автодорога идёт вниз по правому берегу Оки, пересекая многочисленные правые притоки реки. 
Тункинский район
- 0 км — А333 Тункинский тракт (205-й км), АЗС
- 1-й км — мост через реку Обо-Горхон
- 9-й км — мост через реку Аерхан
- 16-й км — мост через реку Бугота
- 22-й км — мост через реку Буговек
- 23-й км — пост ДПС, кафе (справа)

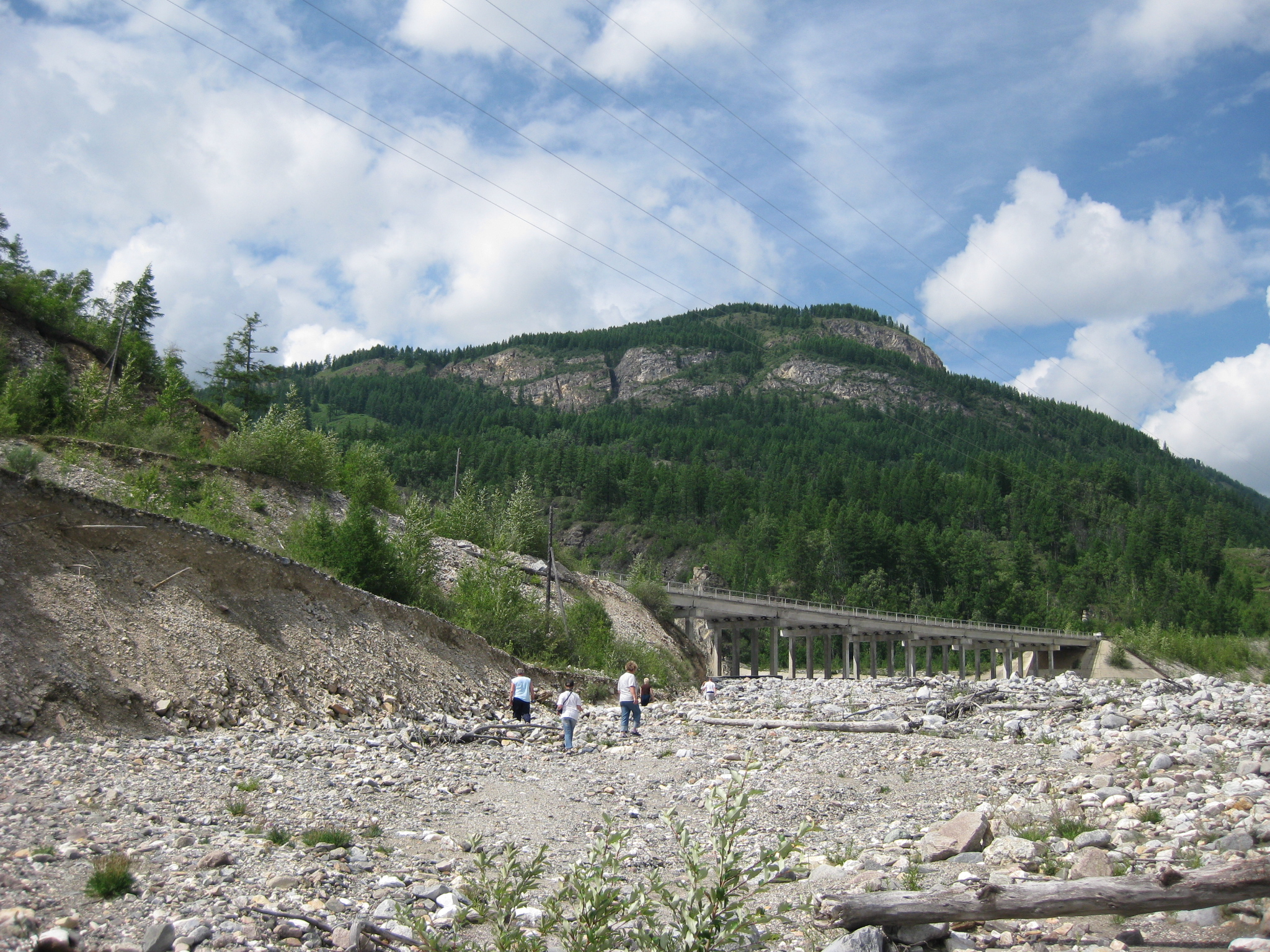
мост через реку Белый Иркут

- мост через реку Белый Иркут23-й км — мост через реку Белый Иркут
- 25-й км — граница Тункинского и Окинского районов, святилище перевала Нуху-Дабан[3] (слева)

Окинский район
- 33-й км — мост через реку Бажир
- 41-й км — мост через реку Сусер
- 42-й км — отворот направо на посёлок Самарта (41 км) и улус Зун-Холба (53 км)
- 46-й км — Окинский перевал
- 47-й км — Окинское озеро, слева
- 52-й км — мост через реку Хойто-Ишунта
- 80-й км — мост через реку Гарган
- 89-й км — отворот налево на переправу через Оку к посёлку Боксон
- 92-й км — мост через реку Улзыта
- 99-й км — мост через реку Ехэ-Хайгас
- 104-й км — мост через реку Бага-Хайгас
- 113-й км — улус Сорок (справа)
- 116-й км — мост через реку Сорок
- 136-й км — улус Хурга (слева)
- 138-й км — мост через реку Ехэ-Хэрэгтэ
- 139-й км — зимник Ехэ -Хэрэгтэ (справа)
- 142-й км — зимник Бага-Хэрэгтэ (слева)
- 143-й км — мост через реку Бага-Хэрэгтэ
- 151-й км — зимник Жахна (слева), мост через реку Жахна
- 154-й км — село Орлик, АЗС